# زبیر شاشماز
زبیر شاشماز (ترکی استانبولی: Zübeyr Şaşmaz؛ زادهٔ ۲۴ ژانویهٔ ۱۹۸۲) تهیه‌کننده و کارگردان اهل ترکیه است. نجاتی شاشماز و راجی شاشماز برادران او هستند.

## فیلم‌شناسی

### تهیه‌کنندگی
(Açlığa Doymak (۲۰۱۲

### بازیگری
Deli Yürek: Bumerang Cehennemi - در نقش جلال (۲۰۱۱)

### نویسندگی
(Açlığa Doymak (۲۰۱۲

### کارگردانی
- جدایی (۲۰۰۷)
- خداوند شما را برکت دهد (۲۰۰۷)
- مورو: لعنت به اومانیست درون (۲۰۰۸)
- آشیانه گرگ‌ها: کمین (۲۰۰۹)
- آشیانه گرگ‌ها: فلسطین (۲۰۱۱)
- رفع گرسنگی (۲۰۱۲)
- راهزنان در دنیا حکومت نمی‌کنند(۲۰۱۹-)
- عشق بدون حد و مرز (۲۰۲۳)